# وشق قوقازي
الوشق القوقازي (الاسم العلمي: Lynx lynx diniki)، المعروف أيضًا باسم وشق القوقاز أو الوشق الشرقي، هو نويع من الوشق الأوراسي يعيش في القوقاز وإيران وتركيا وروسيا الأوروبية.